# Iatranivka, Babanka
Iatranivka (în ucraineană Ятранівка) este o comună în raionul Babanka, regiunea Cerkasî, Ucraina, formată numai din satul de reședință.

## Demografie
Componența lingvistică a comunei Iatranivka
     Ucraineană (88,71%)
     Rusă (10,52%)
     Alte limbi (0,61%)
Conform recensământului din 2001, majoritatea populației comunei Iatranivka era vorbitoare de ucraineană (88,71%), existând în minoritate și vorbitori de rusă (10,52%).